# Stephanie Jones (koszykarka)
Stephanie Jones (ur. 10 lipca 1998 w Havre de Grace) – amerykańska koszykarka, występująca na pozycji silnej skrzydłowej.
W 2016 została zaklasyfikowana na 51. pozycji wśród najlepszych zawodniczek szkół średnich w USA przez ESPN i Collegiate Girls Report oraz na 35. miejscu przez All Star Girls Report. W 2013 i 2015 poprowadziła szkolną drużynę Aberdeen do mistrzostwa stanu klasy AAA. Zaliczono ją trzykrotnie do I składu All-Metro i All-Harford County. W 2013 otrzymała nagrodę dla najlepszej debiutantki (695 Freshman of the Year) i zawodniczki sezonu (UCBAC Player of the Year). Wybrano ją także do składu najlepszych zawodniczek wielu turniejów.
2 września 2020 dołączyła do Ślęzy Wrocław.
28 marca 2021 zawarła umowę na okres obozu treningowego z Connecticut Sun. 18 czerwca 2022 została po raz kolejny w karierze zawodniczką 1KS Ślęzy Wrocław.

## Osiągnięcia
Stan na 16 marca 2024, na podstawie, o ile nie zaznaczono inaczej.

### NCAA
- Uczestniczka rozgrywek:
  - Sweet 16 turnieju NCAA (2017)
  - II rundy turnieju NCAA (2017–2019)
- Mistrzyni:
  - turnieju konferencji Big Ten (2017, 2020)
  - sezonu regularnego Big 10 (2017, 2019, 2020)
- Laureatka nagrody:
  - Big Ten Sportsmanship Award (2020)
  - Big Ten Outstanding Sportsmanship Award (2020)
- Zaliczona do: 
  - I składu:
    - turnieju Big Ten (2020)
    - Big Ten Academic (2020)

  - II składu Big Ten (2020)
  - składu honorable mention Big Ten (2019)
- Zawodniczka tygodnia Big Ten (17.02.2020, 2.03.2020)

### WNBA
- Finalistka pucharu WNBA Commissioner’s Cup (2021)[5]

### Drużynowe
- Wicemistrzyni Polski (2024)[6]

### Indywidualne
- MVP kolejki EBLK (11 – 2021/2022, 10 – 2022/2023)[7][8]
- Zaliczona do I składu kolejki EBLK (11, 13, 14, 17 – 2021/2022, 3, 10, 13, 15, 16 – 2022/2023)[9][10][11][12][13][14][15][16][17]